# Callomyia proxima
Callomyia proxima är en tvåvingeart som beskrevs av Johnson 1916. Callomyia proxima ingår i släktet Callomyia och familjen svampflugor. Inga underarter finns listade i Catalogue of Life.